# Schwalbenbach (Rohrach)
Der Schwalbenbach ist ein Gewässer im Gemeindegebiet von Polsingen im mittelfränkischen Landkreis Weißenburg-Gunzenhausen, der von links in die Rohrach mündet.

## Geographie

### Verlauf
Der Schwalbenbach entspringt zwischen dem noch in Schwaben gelegenen Hagau im Osten und Polsingen im Westen auf einer Höhe von 496 m ü. NHN im Hangwald Kalkranken von Polsingen. Der Bach fließt größtenteils kanalisiert und mit nur kleinen Richtungsänderungen in insgesamt westnordwestlicher Richtung. Noch vor der Ortsgrenze Polsingens speist er das örtliche Naturbad. Innerhalb Polsingens fließt der Fluss kanalisiert parallel zur Schwalbenbachstraße etwas südlich am Polsinger Wasserschloss vorbei. Dann unterquert er die das Dorf durchziehende Staatsstraße 2384 und mündet von links am westlichen Ortsrand und unterhalb des gegenüber und ferner auf der Höhe stehenden Kirchdorfs Trendel auf etwa 437 m ü. NHN in die Rohrach. Der Schwalbenbach ist rund 2,1 Kilometern lang.

### Einzugsgebiet
Das etwa 2,9 km² große Einzugsgebiet gehört, naturräumlich gesehen, mit seinem östlichen und mittleren Teil zum Unterraum Döckinger Hochfläche der Südlichen Frankenalb, mit dem mündungsnahen westlichen zum Unterraum Oettinger Riesvorhöhen des Vorlandes der Südlichen Frankenalb. Die größte Höhe liegt in einer Ausbuchtung des Einzugsgebietes südöstlich von Hagau beim Wasserreservoir auf dem Wemdinger Berg und erreicht 586 m ü. NHN, während der zweitgrößte Gipfel Döttinger Berg näher an Polsingen nur 562 m ü. NHN erreicht. Die nordwestliche Wasserscheide zwischen Döttinger und Wemdinger Berg entwässert über den Westenbrunnenbach und den Möhrenbach zur Altmühl. Hinter der südlichen Wasserscheide entwässert das Gebiet größtenteils der Riedgraben, der in die Wörnitz einfließt, mündungsnäher grenzt das Einzugsgebiet dann an das des Rohrach-Zuflusses Federwiesgraben. Nördlich und aufwärts des Schwalbenbachs, wo der Albtrauf näher an den Flusslauf der Rohrach rückt, hat die Rohrach lange keinen linken Zufluss.

## Zuflüsse
Dem Schwalbenbach fließt am westlichen Siedlungsrand Polsingens gegen die Rohrach ein etwa 1,1 km langer Nebenbach zu mit einem etwa 0,7 km² Teileinzugsgebiet. Er entsteht wenig östlich des Schlosses, fließt zunächst nordwestlich am Ortsrand bis zur Häuserzeile um die Staatsstraße 2384, geht dort in eine Verdolung und folgt in dieser der Straße auf der Rohrachseite bis zu seiner Mündung nur etwa hundert Meter vor der des Schwalbenbachs.